# Frans C. De Schryver

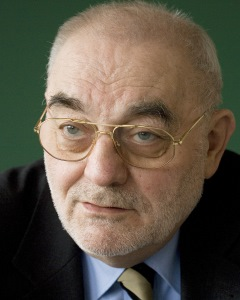
Frans Carl De Schryver

Frans Carl De Schryver (nacido el 21 de septiembre de 1939) es un químico belga que actualmente ejerce como profesor emérito del Departamento de Química de la KU Leuven. Siguiendo sus intereses en la síntesis de polímeros y la química resuelta en el tiempo y el espacio, fundó el Laboratorio de Fotoquímica y Espectroscopia de la KU Leuven. Es coautor de más de 650 artículos en revistas especializadas.

## Primeros años y educación
Frans Carl De Schryver nació en Sint-Niklaas el 21 de septiembre de 1939. Realizó sus estudios universitarios de Química Física en la KU Leuven. Tras el servicio militar obligatorio, prosiguió su carrera científica con un doctorado en química de polímeros en el laboratorio del Prof. Dr. Georges Smets. En 1962 contrajo matrimonio con su esposa Suzy, con la que tuvo dos hijas, Dominique y Catherine.
Terminó su doctorado en 1964 y, animado por su supervisor, el profesor Smets, realizó una estancia postdoctoral (con una beca Fulbright) en la Universidad de Arizona, Tucson, en el grupo del profesor Carl Shipp Marvel. Aunque su estancia postdoctoral se centró inicialmente en la síntesis de polímeros, fue interesándose cada vez más por la fotoquímica. Este nuevo interés se debió en parte a las posibilidades que podía ofrecer a la industria fotográfica de Amberes y a las perspectivas de una posible carrera industrial a su regreso a Bélgica. Tras su estancia en Arizona, Frans realizó breves estancias de investigación en los grupos del Prof. Theodor Föster en 1970 (Universidad de Stuttgart, Alemania), y del Prof. Albert Weller en 1971 (Instituto Max Planck de Química Biofísica, Alemania), centrándose en la fotoquímica y la fotofísica, por aquel entonces un campo emergente.

## Carrera profesional y trabajo
En 1969, Frans obtuvo un puesto como profesor asistente en la KU Leuven. Cuatro años más tarde, en 1973, se convirtió en profesor asociado del instituto. Comenzó a crear su propio grupo de investigación, que más tarde evolucionaría hasta convertirse en el Laboratorio de Fotoquímica y Espectroscopia (LPS). Paralelamente a la investigación, Frans también se dedicó a la enseñanza. Durante su actividad docente, los planes de estudio de la KU Leuven cambiaron y Frans introdujo nuevos cursos que incluían los temas de espectroscopia y fotoquímica. En 1974, coorganizó por primera vez una conferencia (Conferencia sobre Fotoquímica en polímeros) y en julio de 1978 Frans coorganizó la conferencia internacional "7º Simposio IUPAC sobre Fotoquímica" en Heverlee, Bélgica, presidida por el Prof. Nicholas Turro. A partir de entonces fue una fuerza motriz que participó en un total de 30 conferencias y simposios, tanto nacionales como internacionales. En 1975, Frans De Schrijver se convirtió en profesor titular de la KU Leuven.
El profesor De Schryver ha sido un investigador muy activo, como demuestran los numerosos puestos de profesor visitante que se le han ofrecido a lo largo de su carrera. Algunos de ellos incluyen instituciones de renombre como la Université Paris-Sud, Orsay, Francia (1980); la Japanese Society for the Promotion of Science, Japón (1983); British Council (1984); Academia Sinica, China (1985) y la Ecole Nationale Supérieure de Cachan (1992). De 1980 a 2004 fue profesor extra ordinarius en la Université Catholique de Louvain. Además de su investigación científica, siempre mantuvo una estrecha relación con la industria, que se tradujo en varias patentes. Frans fue científico visitante de verano en IBM (1988), y su laboratorio mantuvo colaboraciones a largo plazo con otras empresas que trabajaban en fotopolimerización, xerografía y sistemas de impresión novedosos (como Agfa-Gevaert, e Imperial Chemical Industries, más tarde Akzo Nobel.
A lo largo de su carrera, Frans fue miembro activo de numerosos comités de evaluación e instituciones de concesión de ayudas, tanto nacionales como internacionales. Formó parte de varios consejos editoriales de revistas internacionales revisadas por expertos, como Angewandte Chemie y fue editor de ChemPhysChem y Photochemistry &amp; Photobiological Sciences (PPS). Sirviendo a la comunidad científica, fue evaluador de los esquemas de concesión de ERC, NWO, FWO, DFG, AERES, ANR, ESF y el Consejo Sueco de Investigación . En Bélgica, Frans se convirtió en miembro oficial de la 'Klasse van de Natuurwetenschappen' de la Real Academia Flamenca de Ciencias y Artes de Bélgica en octubre de 1989. En 2002 se convirtió en presidente de la 'Klasse van de Natuurwetenschappen' y actualmente sigue siendo miembro emérito. Al comienzo del año académico 2004-2005, Frans se convirtió oficialmente en profesor emérito en el departamento de química de la facultad de ciencias de KU Leuven.
Hasta el día de hoy, Frans sigue siendo un apasionado de la ciencia y sigue disfrutando de los últimos avances en los campos de la fotoquímica y la fotofísica. En 2019 fue invitado emérito en el Taller del 25.º Aniversario Internacional sobre "Espectroscopía de molécula única y microscopía de superresolución en las ciencias de la vida", celebrado en Berlín. Ese mismo año, Frans cumplió 80 años, ocasión que celebró con un simposio único en Lovaina, que reunió a muchos amigos y colegas nacionales e internacionales de toda su carrera. Este simposio fue organizado por un pequeño equipo de la división de imagen molecular y fotónica de la Universidad Católica de Lovaina. Entre este equipo se encontraban dos de sus antiguos estudiantes de doctorado (Prof. Johan Hofkens y Prof. Steven De Feyter), que ahora dirigen sus propios grupos en el departamento de Química de la KU Leuven.

## Trabajo científico
Como científico especializado en polímeros, Frans De Schryver terminó su tesis de máster en 1961 con el título "Reacción del isocianato de fenilo con aminas arílicas". Cuatro años más tarde presentó su tesis doctoral sobre la "Influencia de la viscosidad en la fotopolimerización del estireno". Los primeros años de su carrera se centraron principalmente en el estudio de los estados excitados de los sistemas sintéticos orgánicos. Poco a poco, su investigación se fue centrando más en la polimerización fotoiniciada. A su regreso a KU Leuven fundó su grupo de investigación, que evolucionaría hasta convertirse en el "Laboratorio de Fotoquímica y Espectroscopia". A finales de los ochenta, gracias a una estancia de verano en el laboratorio de IBM en Almaden, a contactos con el grupo del profesor Urs Wild (ETH) y a la participación en el consejo de investigación del proyecto Erato "Microfotoconversión" del profesor Masuhara, Frans y sus colaboradores tuvieron claro que la resolución espacial era el siguiente paso importante. A partir de entonces, el laboratorio empezó a invertir en microscopía óptica. Tras su ascenso a catedrático en la Universidad Católica de Lovaina, su campo de trabajo se centró más en la fotofísica de sistemas orgánicos, incluida la espectroscopia de resolución temporal. Desde mediados de los noventa, el laboratorio también empezó a estudiar la espectroscopia resuelta en el tiempo y el espacio y la microscopia de sonda de barrido, para desentrañar los fundamentos de los sistemas super y supramoleculares.
En 1993, Frans obtuvo una beca Humboldt, que llevó a cabo en el MPI de Maguncia con el profesor Gerhard Wegner. Uno de sus colegas era el Dr. Jürgen Rabe (más tarde catedrático), que acababa de regresar de Almaden, donde había realizado las primeras imágenes por microscopía de efecto túnel de moléculas orgánicas sobre grafito. A su regreso a Bélgica, Frans puso en marcha el programa de investigación "Reducción en el tiempo y el espacio", que iba desde la resolución temporal de picosegundos hasta la espectroscopia de femtosegundos, pasando por la microscopia de sonda de barrido y la microscopia óptica. Junto con jóvenes colegas, el grupo de investigación contribuyó ampliamente a los avances en el campo de la microscopía de sonda de barrido y de molécula única. Todo el trabajo del laboratorio de Frans y sus colaboraciones se tradujo en una importante contribución a la comunidad científica y goza de reconocimiento internacional. Así lo demuestra el informe ISI, en el que figuran más de 650 publicaciones en revistas revisadas por pares, un índice h de 94 en Google Scholar y una puntuación en ResearchGate de 50,88, entre otros.
La investigación realizada por el grupo de Frans se caracterizó siempre tanto por los conocimientos fundamentales como por el afán de desentrañar nuevos mecanismos, así como por importantes colaboraciones internacionales con grupos de orientación sintética y fotofísica. La creación de redes científicas y de simposios para difundir conocimientos se convirtió en una parte importante de su carrera científica. Su curriculum vitae profesional, de 1986 a 2004, contiene casi 160 conferencias a las que asistió y en las que fue seleccionado como ponente invitado. Ha visitado más de 80 instituciones de todo el mundo, entre ellas prestigiosas instituciones de Alemania (MPI for Polymer Research), Estados Unidos (Universidad de Arizona) y Japón (Universidad de Osaka). Todo el tiempo y esfuerzo dedicados a la investigación, la docencia y los viajes fueron reconocidos por la comunidad científica. Desde el inicio de su carrera, el profesor De Schryver ha sido reconocido con más de 50 nominaciones profesionales y 22 académicas. Además, Frans ha sido galardonado con varios premios de gran prestigio.

## Distinciones y premios
- 1964 : Beca de investigación Fulbright (EE. UU.)
- 1971: Laureaat Koninklijke Vlaamse Academie van België para Wetenschappen & Kunsten (1971)[17]
- 1993 : Premio Senior de Investigación de la Fundación Alexander von Humboldt (Alemania)[26]
- 1995 : Miembro de la Asociación Estadounidense para el Avance de la Ciencia ( AAAS )[27]
- 1997 : Premio Chaire Bruylants (Bélgica)[28]
- 1998 : Medallista Porter, otorgado conjuntamente por las Sociedades Fotoquímicas Europea, Interamericana y Japonesa[29]
- 1998 : Cátedra Francqui (Bélgica)[30]
- 1999 : Medalla de Havea (Países Bajos)[31]
- 1999 : Förster Memorial Lecturer (Sociedad Química Alemana)[32]
- 2000 : Premio Fronteras en Bioquímica (MPI Mulheim)[33]
- 2001 : Premio Max Planck Forschungs (Alemania)
- 2002 : Premio Internacional de la Sociedad Fotoquímica Japonesa (Japón)[16]
- 2005 : Medalla especial de la Universidad de Groningen (Países Bajos)[34]
- 2005 : ChemPhysChem publicó un número especial en honor al Prof. De Schryver. “Frans De Schryver: cuarenta años de fotoquímica y fotofísica” [35]
- 2007 : Medalla Blaise Pascal (Academia Europea de Ciencias),[36] Miembro de la Royal Society of Chemistry[37][38]
- 2019 : Con motivo de su 80 aniversario, la división de Imágenes Moleculares y Fotónica de KU Leuven organizó un simposio de un día para honrar su carrera científica, reuniendo a científicos de diferentes generaciones que jugaron un papel importante en su carrera. La lista de oradores incluyó a Ben Feringa, Tanja Weil, Roeland Nolte, Klaus Müllen, Jürgen Rabe, Hiroshi Masuhara, Thomas Ebbesen, Loredana Latterini, Paolo Samori, Markus Sauer y Hua Zhang.